# Sandkrug (Chorin)
Sandkrug is een plaats in de Duitse gemeente Chorin, deelstaat Brandenburg, en telt 345 inwoners (2006).